# Opere di Michelangelo
La tabella seguente è una lista delle opere di pittura, scultura e architettura eseguite dall'artista del Rinascimento italiano, Michelangelo Buonarroti. All'interno della tabella sono presenti anche opere perdute; Michelangelo lasciò anche numerosi disegni e alcune stampe.

## Scultura
| Immagine | Titolo                                           | Data              | Tipo di scultura                                                           | Materiale                     | Dimensioni in cm    | Luogo di conservazione                   | Città              | Paese              | Attribuzione e note                                                                     |
| --- | ------------------------------------------------ | ----------------- | -------------------------------------------------------------------------- | ----------------------------- | ------------------- | ---------------------------------------- | ------------------ | ------------------ | --------------------------------------------------------------------------------------- |
| Michelangelo fanciullo scolpisce la testa del Fauno in questa scultura di Cesere Zocchi conservata a Casa Buonarroti | Testa di fauno                                   | 1489 circa        | Statua                                                                     | Marmo                         |                     | Galleria degli Uffizi                    | Firenze            | Italia             | Perduta                                                                                 |
| Madonna della Scala                                                                                                  | Madonna della Scala                              | 1491 circa        | Bassorilievo                                                               | Marmo                         | 54,5x40             | Casa Buonarroti                          | Firenze            | Italia             | Attribuzione certa                                                                      |
| | Venere e amorino                                 | 1491-1492 circa   | Bassorilievo                                                               | Marmo                         | 43,5x58             | Palazzo Medici Riccardi                  | Firenze            | Italia             | Attribuzione incerta, in corso di approfondimento                                       |
| | Giovane arciere                                  | 1491-1492 circa   | Scultura                                                                   | Marmo                         | h 97 cm             | Metropolitan Museum                      | New York           | Stati Uniti        | Attribuzione incerta                                                                    |
| Battaglia dei Centauri                                                                                               | Battaglia dei centauri                           | 1492 circa        | Altorilievo                                                                | Marmo                         | 84,5x90,5           | Casa Buonarroti                          | Firenze            | Italia             | Attribuzione certa                                                                      |
| | Ercole                                           | 1492-1493 circa   | Statua                                                                     | Marmo                         | 235 circa (h)       | Sconosciuto                              | Sconosciuta        | Sconosciuto        | Perduta                                                                                 |
| Crocifisso | Crocifisso di Santo Spirito                      | 1493 circa        | Statua                                                                     | Legno policromo               | 139x135             | Basilica di Santo Spirito                | Firenze            | Italia             | Attribuzione ampiamente condivisa                                                       |
| Angelo reggicandelabro                                                                                               | Angelo reggicandelabro dall'Arca di san Domenico | 1494–1495         | Statua                                                                     | Marmo                         | 51,5 (h)            | Basilica di San Domenico                 | Bologna            | Italia             | Attribuzione certa                                                                      |
| San Petronio | San Petronio dall'Arca di san Domenico           | 1494–1495         | Statua                                                                     | Marmo                         | 64 (h)              | Basilica di San Domenico                 | Bologna            | Italia             | Attribuzione certa, con qualche rifacimento                                             |
| San Procolo | San Procolo dall'Arca di San Domenico            | 1494–1495         | Statua                                                                     | Marmo                         | 58,5 (h)            | Basilica di San Domenico                 | Bologna            | Italia             | Attribuzione certa, con qualche rifacimento                                             |
| | Crocifisso Gallino                               | 1495-1497 circa   | Statua                                                                     | Legno                         | 41,3x39,70          | Museo del Bargello                       | Firenze            | Italia             | Attribuzione incerta                                                                    |
| | San Giovannino (San Giovannino di Úbeda?)        | 1495-1496         | Statua                                                                     | Marmo                         |                     | Sconosciuto                              | Sconosciuta        | Sconosciuto        | Perduta. Potrebbero essere i frammenti ricomposti nella cappella del Salvatore di Úbeda |
| | Cupido dormiente                                 | 1496              | Statua                                                                     | Marmo                         | 80 circa (lungh.)   | Sconosciuto                              | Sconosciuta        | Sconosciuto        | Perduta                                                                                 |
| | Cupido-Apollo                                    | 1497              | Statua                                                                     | Marmo                         |                     | Sconosciuto                              | Sconosciuta        | Sconosciuto        | Perduta                                                                                 |
| Bacco | Bacco                                            | 1496–1497         | Statua                                                                     | Marmo                         | 203 (h)             | Museo nazionale del Bargello             | Firenze            | Italia             | Attribuzione certa                                                                      |
| Pietà | Pietà vaticana                                   | 1497–1499         | Gruppo scultoreo                                                           | Marmo                         | 174x195 (alla base) | Basilica di San Pietro in Vaticano       | Città del Vaticano | Città del Vaticano | Attribuzione certa, firmata                                                             |
| | Nudo virile I                                    | 1501–1503 circa   | Bozzetto per statua                                                        | terracotta                    | 49 (h)              | Casa Buonarroti                          | Firenze            | Italia             | Attribuzione molto incerta                                                              |
| | San Paolo                                        | 1501–1504         | Statua                                                                     | Marmo                         | 124 (h)             | Cattedrale di Santa Maria Assunta        | Siena              | Italia             | Con aiuti                                                                               |
| San Pietro | San Pietro                                       | 1501–1504         | Statua                                                                     | Marmo                         | 124 (h)             | Cattedrale di Santa Maria Assunta        | Siena              | Italia             | Con aiuti                                                                               |
| | San Pio                                          | 1501–1504         | Statua                                                                     | Marmo                         | 134 (h)             | Cattedrale di Santa Maria Assunta        | Siena              | Italia             | Con aiuti                                                                               |
| | San Gregorio                                     | 1501–1504         | Statua                                                                     | Marmo                         | 136 (h)             | Cattedrale di Santa Maria Assunta        | Siena              | Italia             | Con aiuti                                                                               |
| | David                                            | 1501-1504         | Statua                                                                     | Marmo                         | 517 (h)             | Galleria dell'Accademia                  | Firenze            | Italia             | Attribuzione certa                                                                      |
| | David De Rohan                                   | 1502-1508         | Statua                                                                     | Bronzo                        |                     | Sconosciuto                              | Sconosciuta        | Sconosciuto        | Perduta                                                                                 |
| Madonna di Bruges | Madonna di Bruges                                | 1503–1505 circa   | Statua                                                                     | Marmo                         | 128 (h)             | Chiesa di Nostra Signora                 | Bruges             | Belgio             | Attribuzione certa                                                                      |
| | Tondo Pitti                                      | 1503-1505 circa   | Bassorilievo                                                               | Marmo                         | 85,5x82             | Museo nazionale del Bargello             | Firenze            | Italia             | Attribuzione certa                                                                      |
| Tondo Taddei | Tondo Taddei                                     | 1504-1506 circa   | Bassorilievo                                                               | Marmo                         | 109x109             | Royal Academy of Arts                    | Londra             | Regno Unito        | Attribuzione incerta                                                                    |
| | San Matteo                                       | 1505-1506 circa   | Statua                                                                     | Marmo                         | 216 (h)             | Galleria dell'Accademia                  | Firenze            | Italia             | Attribuzione certa, non finito                                                          |
| | Tomba di Giulio II                               | 1505-1542         | Complesso architettonico con statue                                        | Marmo                         |                     | Basilica di San Pietro in Vincoli        | Roma               | Italia             | Attribuzione certa. Restano vari disegni e ricostruzioni delle varie fasi del progetto. |
| | Giulio II benedicente                            | 1507-1508 circa   | Statua                                                                     | Bronzo                        | 292 circa (h)       | Sconosciuto                              | Bologna            | Italia             | Distrutto                                                                               |
| Schiavo morente | Schiavo morente                                  | 1513 circa        | Statua                                                                     | Marmo                         | 229 (h)             | Museo del Louvre                         | Parigi             | Francia            | Attribuzione certa                                                                      |
| Schiavo ribelle | Schiavo ribelle                                  | 1513 circa        | Statua                                                                     | Marmo                         | 215 (h)             | Museo del Louvre                         | Parigi             | Francia            | Attribuzione certa                                                                      |
| | Torso virile I                                   | 1513 circa        | Bozzetto per statua                                                        | Terracotta                    | 23 (h)              | Casa Buonarroti                          | Firenze            | Italia             | Attribuzione incerta                                                                    |
| | Torso virile II                                  | 1513 circa        | Bozzetto per statua                                                        | Terracotta                    | 22,5 (h)            | Casa Buonarroti                          | Firenze            | Italia             | Attribuzione incerta                                                                    |
| | Nudo femminile                                   | 1513 o 1532 circa | Bozzetto per statua                                                        | Terracotta                    | 35 (h)              | Casa Buonarroti                          | Firenze            | Italia             | Attribuzione incerta                                                                    |
| Mosè | Mosè                                             | 1513–1515 circa   | Statua                                                                     | Marmo                         | 235 (h)             | Basilica di San Pietro in Vincoli        | Roma               | Italia             | Attribuzione certa                                                                      |
| | Primo Cristo della Minerva                       | 1514–1516 circa   | Statua                                                                     | Marmo                         |                     | Monastero di San Vincenzo                | Bassano Romano     | Italia             | Attribuzione incerta, riscoperto nel 2001, venne comunque finito da un altro artista    |
| Cristo risorto | Cristo della Minerva                             | 1519–1520         | Statua                                                                     | Marmo                         | 205 (h)             | Basilica di Santa Maria sopra Minerva    | Roma               | Italia             | Attribuzione certa. Perizoma bronzeo aggiunto in seguito.                               |
| | Prigioni                                         | 1519-1536         | Complesso di quattro statue per la terza versione della tomba di Giulio II | Marmo                         |                     | Galleria dell'Accademia                  | Firenze            | Italia             | Attribuzione certa. Incompiuti.                                                         |
| | Bozzetto per lo Schiavo giovane                  | 1516-1519         | Statua                                                                     | Marmo                         | 16,5 (h)            | Victoria and Albert Museum               | Londra             | Regno Unito        | Attribuzione incerta.                                                                   |
| | Schiavo giovane                                  | 1519-1536 circa   | Statua                                                                     | Marmo                         | 256 (h)             | Galleria dell'Accademia                  | Firenze            | Italia             | Attribuzione certa. Incompiuto.                                                         |
| | Schiavo barbuto                                  | 1519-1536 circa   | Statua                                                                     | Marmo                         | 263 (h)             | Galleria dell'Accademia                  | Firenze            | Italia             | Attribuzione certa. Incompiuto.                                                         |
| | Schiavo (Atlante)                                | 1519-1536 circa   | Statua                                                                     | Marmo                         | 277 (h)             | Galleria dell'Accademia                  | Firenze            | Italia             | Attribuzione certa. Incompiuto.                                                         |
| | Schiavo che si ridesta                           | 1519-1536 circa   | Statua                                                                     | Marmo                         | 267 (h)             | Galleria dell'Accademia                  | Firenze            | Italia             | Attribuzione certa. Incompiuto.                                                         |
| | Madonna Medici                                   | 1521-1534         | Statua                                                                     | Marmo                         | 226 (h)             | Basilica di San Lorenzo, Sagrestia Nuova | Firenze            | Italia             | Attribuzione certa                                                                      |
| | Tomba di Lorenzo de' Medici duca di Urbino       | 1524-1534         | Complesso architettonico con statue                                        | Marmo                         | 630x420             | Basilica di San Lorenzo, Sagrestia Nuova | Firenze            | Italia             | Attribuzione certa, con interventi del Montorsoli                                       |
| | Ritratto di Lorenzo de' Medici duca di Urbino    | 1525 circa        | Statua                                                                     | Marmo                         | 178 (h)             | Basilica di San Lorenzo, Sagrestia Nuova | Firenze            | Italia             | Attribuzione certa                                                                      |
| | Aurora                                           | 1524-1527         | Statua                                                                     | Marmo                         | 206 (lungh.)        | Basilica di San Lorenzo, Sagrestia Nuova | Firenze            | Italia             | Attribuzione certa                                                                      |
| | Crepuscolo                                       | 1524-1531         | Statua                                                                     | Marmo                         | 195 (lungh.)        | Basilica di San Lorenzo, Sagrestia Nuova | Firenze            | Italia             | Attribuzione certa                                                                      |
| | Tomba di Giuliano de' Medici duca di Nemours     | 1524-1534         | Complesso architettonico con statue                                        | Marmo                         | 630x420             | Basilica di San Lorenzo, Sagrestia Nuova | Firenze            | Italia             | Attribuzione certa                                                                      |
| | Ritratto di Giuliano de' Medici duca di Nemours  | 1526-1534 circa   | Statua                                                                     | Marmo                         | 173 (h)             | Basilica di San Lorenzo, Sagrestia Nuova | Firenze            | Italia             | Attribuzione certa, rifinito dal Montorsoli                                             |
| | Notte                                            | 1526-1531         | Statua                                                                     | Marmo                         | 194 (lungh.)        | Basilica di San Lorenzo, Sagrestia Nuova | Firenze            | Italia             | Attribuzione certa                                                                      |
| | Giorno                                           | 1526-1531         | Statua                                                                     | Marmo                         | 285 (lungh.)        | Basilica di San Lorenzo, Sagrestia Nuova | Firenze            | Italia             | Attribuzione certa                                                                      |
| | Bozzetto per un dio fluviale                     | 1524 circa        | Modello per statua                                                         | cera                          | 22 (lungh.)         | Casa Buonarroti                          | Firenze            | Italia             | Attribuzione incerta                                                                    |
| | Dio fluviale                                     | 1524 circa        | Modello per statua                                                         | Legno, argilla, lana e stoppa | 180 (lungh.)        | Accademia delle arti del disegno         | Firenze            | Italia             | Attribuzione certa                                                                      |
| Giovane accosciato                                                                                                   | Ragazzo accovacciato                             | 1524 circa        | Statua                                                                     | Marmo                         | 54 (h)              | Museo dell'Ermitage                      | San Pietroburgo    | Russia             | Attribuzione incerta                                                                    |
| | Due lottatori                                    | 1525 circa        | Bozzetto di statua                                                         | Creta                         | 41 (h)              | Casa Buonarroti                          | Firenze            | Italia             | Attribuzione incerta                                                                    |
| | David-Apollo                                     | 1530 circa        | Statua                                                                     | Marmo                         | 146 (h)             | Museo nazionale del Bargello             | Firenze            | Italia             | Attribuzione certa, incompiuto                                                          |
| | Genio della Vittoria                             | 1532–1534 circa   | Statua                                                                     | Marmo                         | 261 (h)             | Palazzo Vecchio                          | Firenze            | Italia             | Attribuzione certa                                                                      |
| Bruto | Bruto                                            | 1538 circa        | Busto                                                                      | Marmo                         | 74 (h)              | Museo nazionale del Bargello             | Firenze            | Italia             | Attribuzione certa, panneggio di Tiberio Calcagni                                       |
| | Lia                                              | 1542 circa        | Statua                                                                     | Marmo                         | 197 (h)             | Basilica di San Pietro in Vincoli        | Roma               | Italia             | Con aiuti                                                                               |
| | Rachele                                          | 1542 circa        | Statua                                                                     | Marmo                         | 209 (h)             | Basilica di San Pietro in Vincoli        | Roma               | Italia             | Con aiuti                                                                               |
| Pietà Bandini | Pietà Bandini                                    | 1547-1555 circa   | Gruppo scultoreo                                                           | Marmo                         | 226 (h)             | Museo dell'Opera del Duomo               | Firenze            | Italia             | Attribuzione certa. Incompiuto. Restauri e aggiunte di Tiberio Calcagni.                |
| | Pietà di Palestrina                              | 1555 circa        | Gruppo scultoreo                                                           | Marmo                         | 253 (h)             | Galleria dell'Accademia                  | Firenze            | Italia             | Attribuzione incerta, spesso assegnata a un seguace.                                    |
| Pietà Rondanini | Pietà Rondanini                                  | 1555–1564 circa   | Gruppo scultoreo                                                           | Marmo                         | 195 (h)             | Castello Sforzesco                       | Milano             | Italia             | Attribuzione certa. Incompiuta.                                                         |
| | Bozzetto per un crocifisso                       | 1562 circa        | Bozzetto                                                                   | Legno                         | 20,5 (h)            | Casa Buonarroti                          | Firenze            | Italia             | Attribuzione incerta                                                                    |

## Dipinti e disegni
Dell'opera grafica sono segnalati solo alcuni disegni, su un centinaio di fogli autografi o almeno attribuibili a Michelangelo.
| Immagine                        | Titolo                             | Data            | Tecnica                                        | Supporto | Dimensioni in cm | Luogo di conservazione          | Città              | Paese              | Attribuzione e note                                                           |
| ------------------------------- | ---------------------------------- | --------------- | ---------------------------------------------- | -------- | ---------------- | ------------------------------- | ------------------ | ------------------ | ----------------------------------------------------------------------------- |
|                                 | San Pietro                         | 1488-1490 circa | Penna e sanguigna                              | Carta    | 31,7x19,7        | Staatliche Graphische Sammlung  | Monaco di Baviera  | Germania           | Attribuzione pressoché unanime                                                |
|                                 | Tormento di sant'Antonio           | 1487-1489 circa | Tempera                                        | Tavola   | 47x35            | Kimbell Art Museum              | Fort Worth (Texas) | Stati Uniti        | Attribuzione incerta                                                          |
| Madonna di Manchester           | Madonna di Manchester              | 1496-1497 circa | Tempera                                        | Tavola   | 102x76           | National Gallery                | Londra             | Regno Unito        | Incerta, con collaboratori                                                    |
|                                 | Stigmate di san Francesco          | 1500 circa      | Tempera                                        | Tavola   |                  | Sconosciuto                     | Sconosciuta        | Sconosciuto        | Perduto                                                                       |
| Sepoltura di Cristo             | Deposizione di Cristo nel sepolcro | 1500-1501 circa | Tempera                                        | Tavola   | 159x149          | National Gallery                | Londra             | Regno Unito        | Pressoché unanime, con collaboratori                                          |
| Copia di Aristotele da Sangallo | Battaglia di Cascina               | 1505-1506       | Affresco                                       | Parete   |                  | Palazzo Vecchio                 | Firenze            | Italia             | Perduto                                                                       |
|                                 | Tondo Doni                         | 1506-1508 circa | Tempera                                        | Tavola   | diametro 120     | Galleria degli Uffizi           | Firenze            | Italia             | Certa                                                                         |
|                                 | Volta della Cappella Sistina       | 1508–1512       | Affresco                                       | Parete   |                  | Cappella Sistina                | Città del Vaticano | Città del Vaticano | Certa                                                                         |
|                                 | Madonna col Bambino                | 1525 circa      | Matita nera, matita rossa, biacca e inchiostro | Carta    | 54,1x39,6        | Casa Buonarroti                 | Firenze            | Italia             | Pressoché certa                                                               |
|                                 | Leda e il cigno                    | 1530            | Tempera                                        | Tela     |                  | Sconosciuto                     | Sconosciuta        | Sconosciuto        | Perduto                                                                       |
|                                 | Noli me tangere                    | 1531            |                                                |          |                  | Sconosciuto                     | Sconosciuta        | Sconosciuto        | Perduto                                                                       |
|                                 | Venere e Amore                     | 1532-1534 circa |                                                |          |                  | Sconosciuto                     | Sconosciuta        | Sconosciuto        | Perduto                                                                       |
|                                 | Caduta di Fetonte                  | 1533 circa      | Disegno                                        | Carta    | 31,2x21,5        | British Museum                  | Londra             | Regno Unito        | Certa                                                                         |
|                                 | Giudizio universale                | 1537–1541       | Affresco                                       | Parete   | 1370x1220        | Cappella Sistina                | Città del Vaticano | Città del Vaticano | Certa                                                                         |
|                                 | Conversione di Saulo               | 1542–1545       | Affresco                                       | Parete   | 625x661          | Cappella Paolina                | Città del Vaticano | Città del Vaticano | Certa                                                                         |
| Crocifissione di San Pietro     | Crocifissione di san Pietro        | 1545–1550       | Affresco                                       | Parete   | 625x662          | Cappella Paolina                | Città del Vaticano | Città del Vaticano | Certa                                                                         |
|                                 | Crocifissione per Vittoria Colonna | 1545 circa      |                                                |          |                  | Sconosciuto                     | Sconosciuta        | Sconosciuto        | Perduto                                                                       |
|                                 | Pietà per Vittoria Colonna         | 1546 circa      | Carboncino                                     | Carta    | 28,9x18,9        | Isabella Stewart-Gardner Museum | Boston             | Stati Uniti        | Certa. Ne esistono alcune traduzioni su tavola di attribuzione molto incerta. |
|                                 | Epifania                           | 1550-1553 circa | Carboncino                                     | carta    | 232x165          | British Museum                  | Londra             | Regno Unito        | Certa                                                                         |

## Architettura
| Immagine             | Opera                                                       | Data       | Luogo   | Attribuzione e note |
| -------------------- | ----------------------------------------------------------- | ---------- | ------- | --- |
|                      | Facciata per la cappella di Leone X in Castel Sant'Angelo   | 1514-1515  | Roma    | |
|                      | Finestre inginocchiate di Palazzo Medici                    | 1517 circa | Firenze | Attribuzione |
|                      | Piano per la facciata della basilica di San Lorenzo         | 1516-1520  | Firenze | Mai realizzata |
|                      | Sagrestia Nuova                                             | 1520–1534  | Firenze | Sistemata nella versione definitiva da Giorgio Vasari nel 1556                                                                                           |
|                      | Sala lettura della Biblioteca Laurenziana                   | 1524-1534  | Firenze | Proseguita da altri, con una supervisione di Michelangelo da Roma                                                                                        |
|                      | Vestibolo della Biblioteca Laurenziana                      | 1524-1534  | Firenze | Proseguita da altri, con una supervisione di Michelangelo da Roma                                                                                        |
|                      | Fortificazioni di Firenze                                   | 1528-1529  | Firenze | Progetti costruiti in minima parte e poi smantellati |
|                      | Tribuna delle reliquie di San Lorenzo                       | 1531-1532  | Firenze | |
|                      | Piazza del Campidoglio                                      | 1538-1552  | Roma    | Progetto complessivo realizzato in minima parte su direzione di Michelangelo e completato molto dopo la sua morte.                                       |
| Cordonata Capitolina | Cordonata Capitolina                                        | 1538-1552  | Roma    | Costruita con alcune modifiche al progetto di Michelangelo                                                                                               |
|                      | Tomba di Cecchino de' Bracci                                | 1544-1545  | Roma    | Su disegno di Michelangelo |
|                      | Basilica di San Pietro in Vaticano                          | 1546-1563  | Roma    | Direttore del cantiere per diciott'anni; il suo progetto planimetrico si impose dopo decenni di discussione e fu completato dopo la sua morte.           |
|                      | Cupola di San Pietro in Vaticano                            | 1546-1563  | Roma    | Michelangelo seguì la costruzione fino al tamburo. La cupola vera e propria, elaborata su suo disegno, venne costruita in seguito, con alcune modifiche. |
|                      | Palazzo Farnese                                             | 1546-1550  | Roma    | Michelangelo completò la facciata col terzo piano e il cornicione.                                                                                       |
|                      | Scalone della Biblioteca Laurenziana                        | 1558       | Firenze | Disegnato da Michelangelo, venne eseguito in pietra anziché in legno                                                                                     |
|                      | Scalone del cortile del Belvedere                           | 1550 circa | Roma    | Alterato in seguito, con un nuovo parapetto e l'aggiunta della fontana                                                                                   |
|                      | Progetto per San Giovanni dei Fiorentini                    | 1559-1560  | Roma    | Mai realizzato |
|                      | Cappella Sforza in Santa Maria Maggiore                     | 1560 circa | Roma    | Disegno |
|                      | Porta Pia                                                   | 1561-1565  | Roma    | Completata dopo la sua morte. |
|                      | Ristrutturazione della basilica di Santa Maria degli Angeli | 1561 circa | Roma    | Del progetto di Michelangelo rimane la conformazione spaziale, mentre fu completamente rinnovato l'apparato decorativo, salvo quello delle volte.        |